# جوزيف محمود
جوزيف محمود (بالفرنسية: Joseph Mahmoud)‏ هو منافس ألعاب قوى فرنسي، ولد في 13 ديسمبر 1955 في آسفي في المغرب.

## وصلات خارجية
- جوزيف محمود على موقع الاتحاد الدولي لألعاب القوى (الإنجليزية)
- جوزيف محمود على موقع الاتحاد الفرنسي لألعاب القوى (الفرنسية)
- جوزيف محمود على موقع اللجنة الأولمبية الدولية (الإنجليزية)
- جوزيف محمود على موقع أوليمبيديا (الإنجليزية)